# Schulverband
Der Schulverband (auch Schulzweckverband) ist ein Zweckverband, zu dem sich mehrere Gemeinden als bisherige Schulträger zusammenschließen können.

## Allgemeines
Nicht jede kleine Gemeinde muss eigene Schulen unterhalten, denn deren Errichtung und Schulverwaltung kann die Gemeindefinanzen und die Risikotragfähigkeit überfordern. Vielmehr können sich mehrere Nachbargemeinden im Rahmen der interkommunalen Zusammenarbeit zusammenschließen, um als einheitlicher Schulträger zu fungieren. Erforderlich ist ein öffentlich-rechtlicher Vertrag zwischen den interessierten Gemeinden. Durch diesen Vertrag wird der Schulverband neuer Schulträger. Auf diese Weise können eine oder mehrere Schularten bis hin zum Gymnasium zu einem Schulverband zusammengefasst werden.
Historische Vorläufer der heutigen Schulverbände hießen in Deutschland Schulgemeinden.

## Rechtsfragen
Die Zulässigkeit von Schulverbänden ergibt sich aus den Schulgesetzen, die zum Landesrecht gehören. Für Schleswig-Holstein beispielsweise ist der Schulverband in § 56 Abs. 1 SchulG geregelt. Ähnliche Regelungen finden sich in
- Nordrhein-Westfalen: „Gemeinden und Gemeindeverbände können sich zu Schulverbänden als Zweckverbände nach dem Gesetz über kommunale Gemeinschaftsarbeit zusammenschließen oder dazu zusammengeschlossen werden. Sie können auch durch öffentlich-rechtliche Vereinbarung die Aufgaben des Schulträgers auf eine Gemeinde übertragen. Die Befugnisse der Aufsichtsbehörde nimmt die Schulaufsichtsbehörde im Einvernehmen mit der Kommunalaufsichtsbehörde wahr“ (§ 78 Abs. 8 SchulG NRW).
- Brandenburg: „Schulträger können sich zu Schulverbänden als Zweckverbände zusammenschließen oder die Schulträgerschaft aufgrund einer öffentlich-rechtlichen Vereinbarung auf einen anderen Schulträger übertragen. Schulverbände sollen in der Regel aus aneinander grenzenden Gemeinden desselben Landkreises gebildet werden und keine eigene Verwaltung unterhalten“ (§ 101 BgbSchulG).
- Saarland: „Schulträger können sich zu Schulverbänden als Zweckverbände zusammenschließen oder die Schulträgerschaft aufgrund einer öffentlich-rechtlichen Vereinbarung auf einen anderen Schulträger übertragen. Schulverbände sollen in der Regel aus aneinander grenzenden Gemeinden desselben Landkreises gebildet werden und keine eigene Verwaltung unterhalten“ (§ 39 SchoG).

Beispiel
Auszug aus der Satzung des Schulverbandes Nordeifel vom 21. Mai 2013 zwischen den Gemeinden Hürtgenwald (Schulträger für eine Real- und eine Hauptschule), Simmerath (Hauptschule) und Monschau (Realschule und Gymnasium):

„Präambel: Ziel des Schulzweckverbandes ist die organisatorische Bündelung des Schulangebots im weiterführenden Bereich.“

In der Regel wird der Vorstand des Schulverbandes (früher Schulvorstand genannt) entweder strikt paritätisch oder proportional nach Größe und Bedeutung der beteiligten Einzelgemeinden besetzt.

## Wirtschaftliche Aspekte
Schulverbände können schwankende Schülerzahlen stärker ausgleichen als eine einzige Schule. Der hierin zum Ausdruck kommende Verbundeffekt hat Größenvorteile, Kostenvorteile und Synergien zur Folge und kann dazu führen, dass die Finanzkraft einzelner Gemeinden weniger belastet und deren Finanzrisiken gesenkt werden. Schulverbände finanzieren sich durch Umlagen ihrer Mitgliedsgemeinden. 